# Игнатьев, Михаил Иванович
Михаил Иванович Игнатьев (1870—1934) — русский художник-жанрист.

## Биография
Родился в 1870 году в селе Ижмаринка Вятской губернии.
Учился в Московском училище живописи, ваяния и зодчества в качестве вольнослушающего ученика у А. Е. Архипова и Н. А. Касаткина; затем — в Высшем художественном училище живописи, скульптуры и архитектуры при Императорской Академии художеств (1897—1901). В 1901 году он получил звание художника за картину «Роковой выход».
Всю жизнь провел в Петербурге (Ленинграде). Работал в области жанровой живописи.
С 1895 года Игнатьев — участник выставок. Экспонировал свои работы на выставках ТПХВ (1900—1917, с перерывами).
После Октябрьской революции преподавал рисование и основы живописи в средних школах и техникумах Ленинграда.
Принимал участие в XXVI выставке Общества художников в Петрограде (1918), Первой Козьмодемьянской выставке картин, этюдов, эскизов, рисунков (1920).
Умер в 1934 году в Ленинграде.

## Труды
Среди работ Михаила Игнатьева с 1900 по 1917 годы были созданы картины:
«На молитве» (?), «Художник с невестой» (1900), «Не выдержал» (1902), «Заснула» (1903), «С войны» (1905), «В мастерской художника» (1908), «Мартовское утро» (1910), «Дуня» (1911), «Нянька» (1913), «На мельнице» (1914), «Газета в деревне» (1915), «У заболевшей подруги» (1917), «А жизнь так хороша» (1917).
Произведения Игнатьева находятся в ряде музейных и частных собраний, среди них — Днепропетровский художественный музей.